# Ilija Kovtun
Ilija Kovtun (ukrajinski: Ілля Юрійович Ковтун, engleski: Illia Kovtun; Čerkasy, 10. kolovoza 2003.) ukrajinski je gimnastičar koji ima hrvatsko državljanstvo od srpnja 2025. te će nastupati za Hrvatsku. Višestruki je europski prvak te olimpijski i svjetski doprvak.
Osvojio je broncu u pojedinačnom višeboju na Svjetskom prvenstvu u gimnastici 2021. i srebro na Svjetskom prvenstvu u gimnastici 2023., kao i četiri zlatne medalje na Europskim prvenstvima u gimnastici. Osvojio je srebrnu medalju na razboju na Ljetnim olimpijskim igrama 2024. u Parizu.
Na Svjetskom juniorskom prvenstvu 2019. u Győru, Kovtun je osvojio srebro u ekipnom višeboju i broncu u pojedinačnom višeboju. Osvojio je četiri zlatne medalje na Europskom olimpijskom festivalu mladih 2019. u Bakuu.
Na Europskom prvenstvu u gimnastici 2021. u Baselu, Kovtun je osvojio broncu u pojedinačnom višeboju. Na Ljetnim olimpijskim igrama u Tokiju završio je sedmi s ukrajinskom reprezentacijom i jedanaesti u pojedinačnom višeboju. Na Svjetskom prvenstvu 2021. u Kitakyushuu osvojio je broncu u pojedinačnom višeboju. Krajem 2021. Međunarodna gimnastička federacija je element na razboju nazvao po Kovtunu.
Godine 2022. Kovtun je osvojio zlatnu medalju na razboju na sva četiri turnira Svjetskog kupa. Zbog rata se nije vratio u Ukrajinu i isprva je trenirao u Njemačkoj i Italiji prije nego što se od sredine 2022. nastanio u Osijeku u Hrvatskoj. Početkom 2025. promijenio je sportsko državljanstvo u hrvatsko. U Njemačkoj gimnastičkoj ligi natjecao se za SC Cottbus (2019.-2020.) i KTV Straubenhardt (od 2021.), s kojima je postao prvak 2023. i 2024. godine.